# Põhimaantee 5
De Põhimaantee 5 is een hoofdweg in Estland. De weg loopt van Pärnu in het zuidwesten van het land naar Rakvere in het noordoosten. Er loopt geen Europese weg over de Põhimaantee 5.
De Põhimaantee 5 loopt vanaf Pärnu via Sindi, Türi, Paide en Tapa naar Rakvere. De weg zorgt daardoor voor een verbinding tussen de Põhimaantee 4 en Põhimaantee 1, die niet door de hoofdstad Tallinn gaat. De Põhimaantee 5 is 184,3 kilometer lang.